# جسم بارده
جسم بارده (انگلیسی: fruitbody)، اندام بارده یا مولد هاگ یا هاگ‌بَر (Sporocarp) در قارچ‌ها یک ساختار محکم چندسلولی است که اندام تولیدکننده هاگ از قبیل بازیدی یا آسک، روی آن ایجاد می‌شود. جسم بارده بخشی از فاز جنسی در چرخه زندگی قارچ است.
طی نمونه‌برداری از قارچ‌های ماکروبازیدیومیست (macrobasidiomycetes) مناطق مختلف ایران، جسم بارده آن‌ها به شکل‌های مختلف و نامنظم دیده شد: از نیم دایره‌ای تا بشقابی با حاشیه‌های ضخیم تا گرد و کروی یا به شکل یک توده نامنظم به اندازه‌های مختلف معمولاً به عرض ۵–۲ سانتی‌متر. سطح جسم بارده ظاهری نرم، مخملی و نمدی شکل داشته و رنگ آن در نمونه‌های جوان سفید تا صورتی روشن بود. در سطح زیرین نمونه‌هایی با اندام بارده با شکل منظم و در کلیه سطوح اندام بارده نمونه‌های با اندام بارده نامنظم، هیمنوفور به شکل دندانه‌دار (hydnoid) دیده شد.